# 로리 매케나
로리 매케나(Lori McKenna, 1968년 12월 22일 ~ )는 미국의 포크 싱어송라이터이다.